# 大岩堅一
大岩 堅一（おおいわ けんいち、1958年1月26日 - ）は、長野県で活動するフリーアナウンサー。長野県松本市在住。

## 来歴・人物
千葉県木更津市出身。大学生時代は文化放送でアルバイトをして、同局アナウンサー（当時）の竹内靖夫から おだてられたことがきっかけで、アナウンサーを本格的に目指す様になる。
1980年4月、朝日放送にアナウンサーとして入社。入社後は主にABCラジオの深夜放送で活躍。ケンケンのニックネームでリスナーに親しまれ、人気を博す。
同局スポーツ アナウンサー（当時）の楠淳生とのケンクス コンビは雑誌『月刊ラジオパラダイス』のパーソナリティ人気投票で最高12位（1988年5月号）を記録するなど人気を博した。
1988年6月、朝日放送を退社。この時点で、楠とのケンクス コンビは解散。月刊ラジオパラダイス 1988年8月号『ラジパラタイムス』では「ケンクス コンビは永遠に散解！」と報じられた。翌月、開局したFM長野にアナウンサーとして入社。長野県松本市へIターンする。同局ではアナウンサー業と共にディレクターなどを務めた。
同年9月より開始した試験放送で開局以降も続く17時の平日帯 夕方ワイド番組『マイ・ハーティ・タイム』を担当。『マイ・ハーティタイム』降板後は平日帯 朝ワイド番組『タブロイドラヂオ Let's午前中!』が主な担当番組だった。番組独自の「長野県の三大方言」の制定を始めとして、長野県在住の放送作家　加瀬清志との共著『スタヂオの窓から信州が見える』の執筆活動などを行った。
SBCラジオの特別番組『ラジオなんかいらない』では放送局の垣根を越えて、パネリストの1人として出演。当時、ライブドアによるニッポン放送の買収騒動などでラジオ業界が注目された中での出演だった。
2005年10月の大規模な番組改編で平日の生ワイド番組からは完全に離れ、担当番組は週末の生番組『SATURDAY-D』のみとなった。
2006年3月31日、FM長野を退社。フリーアナウンサーとして活動していたが、2013年10月1日より、あづみ野FMの社員スタッフになり、アナウンサーとして番組を担当している。
コラムニストの小田嶋隆とは大学で同じクラスだった。　愛車はシトロエン・C2。

## 現在の担当番組

### あづみ野FM(コミュニティー)
- 金曜プライム･スタヂオ（2012年12月 - ）生放送
- 頂は今日も晴天なり（開始日不明 -　）

　　※あづみ野エフエム放送は、長野県安曇野市を中心エリアとするコミュニティ放送。

## 過去の担当番組

### 朝日放送（ABCラジオ）
- ABCヤングリクエスト（1981年10月 - 1986年9月）[1]
- ケンケン・クッスの☆☆倶楽部 THE GANG（1985年10月 - 1986年9月）[1]
- ABCラジオジラ（1986年10月 - 1987年9月 金曜担当）[1]
- ABCラジオファンキーズ（1987年10月 - 1988年3月、月曜担当 → 1988年4月 - 6月、金曜担当）

### FM長野
- マイ・ハーティ・タイム（1988年10月 - 1994年3月）
- 中部電力 信州Seven Days（1988年10月 - 1992年3月）
- 薔薇色 金曜カタルシス（1994年4月 - 1996年3月）
- タブロイドラヂオ Let's午前中!（1996年5月 - 2003年3月）
- Start Your Engine あ・さ・い・ち!（2003年4月 - 2005年9月 水・木曜担当）
- SATURDAY D Timeslip Touring〜土曜の昼は僕の生きがい〜（2005年10月 - 2006年3月）
- 土曜アメニ亭（2008年10月 - 2013年9月）

### SBCラジオ
- わくわくわいど! アッパレ大通り（2006年4月 - 2008年3月 水 - 金曜担当）
- タイムスリップ サタデー!（2008年4月 - 9月）
- 松本宵の口Magazine（2006年10月3日 - 2009年3月 ）
- YOUスタ深志3丁目（2009年4月 - 2013年3月）

### あづみ野FM(コミュニティー)
- おはよう！ あづみ野（2013年4月 - 終了日不明）

## 著書
- スタヂオの窓から信州が見える（1998年10月、加瀬清志共著、信濃毎日新聞社、ISBN 978-4784098149）

## その他
- 2010年2月13日、ABCラジオ『楠淳生のやんちゃな!weekend』にゲスト出演。古巣の朝日放送のラジオ番組に久々に出演して、ケンクス コンビが22年振りに復活した。同番組では朝日放送からFM長野へ移籍した理由として、「30歳前後の頃にお笑い芸人が出演する番組が増えた影響で、アナウンサーが出られる番組が減った。『このままではいけない』と思っていた所、（開局したばかりの）FM長野に知り合いがいたので『自然豊かな信州での生活と両立させながら、アナウンサーらしい番組をやってみたい』という気になった」と発言した。同様に、月刊ラジオパラダイス 1988年8月号「ラジパラタイムス」（78ページ）では「タレントが台頭した所から離れて、独特の地域文化を持つ長野県で存在感が薄れがちだった自分の生活を見直して手作りの番組をやってみたかった」とコメントしている。
- 長野県に移住後はFM長野を退社するまで、同社の本社がある松本市で一貫して仕事をしていた。活動の拠点を信越放送に移してからは長野市での仕事を行うが、松本放送局制作番組の出演が多い。
- FM長野で数多くの番組を長年担当してきたこともあって、長野県内では知名度の高いラジオ パーソナリティである。同県についての知識があり、信州観光文化検定2級、松本検定は第1回に合格している[3]。音楽の話題では1970-80年代の洋楽、日本のフォーク、ニューミュージックやアイドル物に詳しい。朝日放送時代にケンクス コンビで担当した深夜番組では当時の人気アイドルにインタビューしたり、アイドルにちなんだ企画に挑んだりすることが多かった[1]。
- 12月21日を遠距離恋愛の日とした発案者。1221の両端の1が一人を表し、中央の2が二人を意味することから、この日に制定して遠距離恋愛中の人にエールを送る日とした[4]。